# Germo Zimmermann
Germo Zimmermann (* 1983) ist ein deutscher Sozialpädagoge, Religionspädagoge und Sozialwissenschaftler. Er arbeitet als Professor für Soziale Arbeit mit dem Schwerpunkt Jugendarbeit an der CVJM-Hochschule in Kassel. Seit März 2018 ist er als Prorektor Mitglied der Hochschulleitung.

## Leben
Zimmermann absolvierte nach dem Abitur am Westerwald-Gymnasium Altenkirchen seinen Zivildienst im Diakonischen Werk des evangelischen Kirchenkreises Altenkirchen. Es folgte ein Freiwilliges Soziales Jahr (FSJ) im CVJM-Kreisverband Bünde e.V., bevor er Soziale Arbeit, Gemeindepädagogik und Diakonie an der Evangelischen Fachhochschule Rheinland-Westfalen-Lippe studierte. Während seines Studiums wurde er als Stipendiat durch das Evangelische Studienwerk Villigst gefördert und erhielt den 1. Preis für die beste Diplomarbeit im Jahrgang 2009/2010 der EFH-Bochum. An der Justus-Liebig-Universität Gießen wurde er 2014 mit einer qualitativen Studie zum freiwilligen Engagement sozial benachteiligter Jugendlicher zum Dr. rer. soc. promoviert. Zudem hat er berufsbegleitend den Master of Higher Education (MHEd.) am HUL der Universität Hamburg absolviert. Zimmermann arbeitet als Professor für Soziale Arbeit mit dem Schwerpunkt Jugendarbeit an der CVJM-Hochschule in Kassel. Dort hat er die wissenschaftliche Leitung des Instituts für Erlebnispädagogik (IfEP) inne und ist Mitglied des akademischen Senats. Er ist Vertrauensdozent des Evangelischen Studienwerks Villigst und engagiert sich als Experte für Jugendarbeit im Programm „Youth Partnership“ des Europarats und der Europäischen Kommission sowie im Kuratorium der Barbara-Schadeberg-Stiftung.

## Auszeichnungen
- 2007–2009: Stipendiat der Begabtenförderung Evangelisches Studienwerk Villigst
- 2010: 1. Preis für eine herausragende Diplomarbeit der Evangelischen Fachhochschule Bochum
- 2013: Forschungsarbeit des Monats: Förderverein Zivilgesellschaftsforschung[10]

## Mitgliedschaften
- Mitglied der Deutschen Gesellschaft für Soziale Arbeit (DGSA)
- Mitglied der Deutschen Gesellschaft für Erziehungswissenschaft (DGFE)
- Mitglied im Netzwerk Rekonstruktive Soziale Arbeit (NRSA)
- Mitglied im Wissenschaftsnetzwerk Kinder- und Jugendarbeit (KJA)
- Mitglied in der AG Schulsozialarbeit im Fachbereichstag Soziale Arbeit (FBTS)

## Veröffentlichungen  (Auswahl)

### Monografien
- Ganzheitliche Bildung mit Kopf, Herz und Hand. Aktuelle Forschungsprojekte zum handlungsorientierten Lernen. Stuttgart: ZIEL-Verlag, 2022. (zusammen mit Barbara Bous und Martin Scholz). ISBN 978-3-96557-107-5
- Kompetent Prüfungen gestalten. 60 Prüfungsformate für die Hochschullehre. 2., erweiterte und aktualisierte Auflage. Stuttgart/Münster: UTB-Verlag/WAXMANN, 2022. (zusammen mit Angela Sommer und Julia Gerick). ISBN 978-3-8252-5859-7
- Freiwilliges Engagement und Soziale Inklusion. Perspektiven zweier gesellschaftlicher Phänomene in Wissenschaft und Praxis. Wiesbaden: Springer VS, 2019 (zusammen mit Theresa Hilse-Carstensen und Sandra Meusel). ISBN 978-3-658-23671-7, doi:10.1007/978-3-658-23672-4
- Selbst glauben. 50 religionspädagogische Methoden und Konzepte für Gemeinde, Jugendarbeit und Schule. 3. Auflage. Neukirchen-Vluyn: Neukirchner-Verlag, 2019. (zusammen mit Florian Karcher und Petra Feudenberger-Lötz). ISBN 978-3-7615-6395-3
- Christliche Jugendarbeit in der Migrationsgesellschaft. Begegnungen mit kultureller und religiöser Vielfalt. Neukirchen-Vluyn: Neukirchner-Verlag, 2018. (zusammen mit Bianca Dümling und Kerstin Löchelt). ISBN 978-3-7615-6513-1
- Handbuch missionarische Jugendarbeit. Neukirchen-Vluyn: Neukirchener Verlagsgesellschaft, 2016. ISBN 978-3-7615-6286-4 (zusammen mit Florian Karcher).
- Anerkennung und Lebensbewältigung im freiwilligen Engagement. Eine qualitative Studie zur Inklusion benachteiligter Jugendlicher in der Kinder- und Jugendarbeit. Bad Heilbrunn: Verlag Julius Klinkhardt, 2015. ISBN 978-3-7815-2005-9
- Wenn der K(l)ick zur Sucht wird. Internetpornografie als Herausforderung für die Jugendarbeit. Bochum: EFH R-W-L, 2010.

### Sammelbandbeiträge
- Soziales Engagement – Katalysator sozialer Inklusion? Potentiale freiwilligen Engagements zur Förderung sozialer Verantwortung. In: Genkova, Petia (Hrsg.) Handbuch globale Kompetenz. Wiesbaden: Springer VS. doi:10.1007/978-3-658-30684-7_79-1
- Soziale Inklusion durch freiwilliges Engagement in der Kinder- und Jugendarbeit. In: Hilse-Carstensen, Theresa/Meusel, Sandra/Zimmermann, Germo (Hrsg.) (2019): Freiwilliges Engagement und soziale Inklusion. Wiesbaden: Springer VS, S. 127-140. doi:10.1007/978-3-658-23672-4_9
- Politische Repräsentation schwacher sozialer Interessen durch Initiativen, Wohlfahrtsverbände und Parteien. In: Huster Ernst-Ulrich/Boeckh, Jürgen/Mogge-Grotjahn, Hildegard (Hrsg.): Handbuch Armut und soziale Ausgrenzung. Wiesbaden: Springer VS, S. 783–805. doi:10.1007/978-3-658-19077-4_34 ISBN 978-3-658-19076-7 (zusammen mit Jürgen Boeckh)
- Das Konzept der Lebensbewältigung und die sozialphilosophische Anerkennungstheorie in religionssensibler Perspektive In: Nauerth, Matthias/Hahn, Kathrin/Kösterke, Sylke/Tüllmann, Michael (Hrsg.) (2017): Religionssensibilität in der Sozialen Arbeit. Positionen, Theorien, Praxisfelder. Stuttgart: Kohlhammer. S. 92–106. ISBN 978-3-17-032206-6 (zusammen mit Kerstin Löchelt)
- Evidenzbasierung in der Kinder- und Jugendarbeit – Ein Plädoyer für die Praxis-Forschung. In: Borrmann, Stefan/Thiessen, Barbara (Hrsg.) (2016): Wirkungen Sozialer Arbeit. Potentiale und Grenzen der Evidenzbasierung für Profession und Disziplin. Opladen: Verlag Barbara Budrich. S. 329–344. ISBN 978-3-8474-0768-3
- Grounded Theory computerunterstützt? Strategien zur Datenanalyse mit quintexA. In: Equit, Claudia/Hohage, Christoph (Hrsg.) (2016): Handbuch Grounded Theory – von der Methodologie zur Forschungspraxis. Weinheim und München: BELTZ/Juventa. S. 462–482. ISBN 978-3-7799-3296-3 (zusammen mit Kristina Maria Weber).
- Der Körper als Ressource in der (offenen) Kinder- und Jugendarbeit. In: Wendler, Michael/Huster, Ernst-Ulrich (Hrsg.) (2015): Der Körper als Ressource in der Sozialen Arbeit. Wiesbaden: Springer VS. 203–218. doi:10.1007/978-3-658-08778-4_12. ISBN 978-3-658-08777-7
- Wohlfahrtsverbände und Kirchen als Vertreter schwacher sozialer Interessen – National und auf europäischer Ebene. In: Benz, Benjamin et al. (Hrsg.) (2014): Politik Sozialer Arbeit – Band 2. Akteure, Handlungsfelder und Methoden. Weinheim, Basel: BELTZ Juventa, S. 73–89. ISBN 978-3-7799-2895-9 (zusammen mit Ernst-Ulrich Huster).

### Journalbeiträge
- Volunteering Experiences of Young People Who Experience Social Marginalization: Examining the Impact on Their Identity and Lives. In: Journal of Applied Youth Studies (2024). https://doi.org/10.1007/s43151-024-00131-4 (zusammen mit Christin Camia und Maike Lischke)
- Zukünftige Arbeit in der Kinder- und Jugendhilfe: Chancen und Herausforderungen. In: Evangelische Jugendhilfe. Jg. 94 (4) 2017. 251-257. ISSN 0943-4992
- „Der Kampf um Erholung“. Erholungsstrategien hauptberuflicher Fachkräfte im Berufsalltag der Jugendarbeit. In: deutsche jugend. Jg. 65 (5) 2017. 201-210. ISSN 0012-0332 (zusammen mit Anna-Lena Käser).
- Freiwilliges Engagement und Lebensbewältigung in der Kinder- und Jugendarbeit. Ein Beitrag zur Förderung sozial benachteiligter Jugendlicher im Jugendverband. In: deutsche jugend. Jg. 65 (2) 2017. 61-69. ISSN 0012-0332
- Outdoor Education in a Christian Context – Opportunities and Challenges. In: Journal of the International Coalition of YMCA Universities. Jg. 5 (3) 2016. 6-31.
- Erlebnispädagogik trifft Stottertherapie. Zur Bedeutung erlebnispädagogischer Aktivitäten in der Logopädie. In: e&l (erleben und lernen) – Internationale Zeitschrift für handlungsorientiertes Lernen. Jg. 35 (5) 2015. 20-24. ISSN 0942-4857 (zusammen mit Henry Esche)
- Transnationale soziale Wohlfahrtsorganisationen und Religion: Das evangelische Soziallobbing-Netzwerk 'Eurodiaconia' in Europa. In: Transnational Social Review Journal. Volume 4, Issue 1, Religion and Social Work – Transnational Perspectives. London: Routledge. pp 6-29, 2014 doi:10.1080/21931674.2014.910355

### Vorträge
- JULEICA Training model of youth leaders – An example from Germany. Expertengespräch im European Youth Forum (EYF) am 17. Juni 2019, Brüssel.
- Unengagiert? Von wegen! Benachteiligte Jugendliche im Engagement begleiten. Vortrag beim Netzwerktreffen der Zukunftsformer am 5. September 2019, Umwelt-Campus Birkenfeld der Hochschule Trier.[11]
- Formal and non-formal education for youth workers in Germany. Vortrag im Rahmen des „EXPERT GROUP MEETING ON RESEARCHING EDUCATIONAL AND CAREER PATHS FOR YOUTH WORKER“ im Youth-Partnership-Programme der European Commission und des Council of Europe in Brüssel am 31. Mai 2018.[8]
- Zukünftige Arbeit in der Jugendhilfe – Chancen und Grenzen. Vortrag bei der EREV Bundesfachtagung „Lust auf Neues?! Migration, Inklusion und mehr ...“ am 24. Mai 2017 in Bamberg.[12]
- Partizipation und soziale Teilhabe von Kindern und Jugendlichen durch Beteiligung im Feld der Jugendarbeit. Vortrag bei der Jahrestagung der Kommission Sozialpädagogik der DGfE in Vechta am 20. Mai 2017.[13]

- Anerkennung, Religionssensibilität und Menschenrechte. Vortrag bei der Jahrestagung der DGSA am 29. April 2017 an der ASH Berlin.
- Evangelische Jugendarbeit im 21. Jahrhundert. Perspektiven für eine Jugendarbeit unter veränderten gesellschaftlichen Rahmenbedingungen. Vortrag im Rahmen der Fachkonferenz „Jugend 2025“. Villigst: Amt für Jugendarbeit der evangelischen Kirche von Westfalen am 27. Oktober 2015[14]
- Jugendarbeit ist Anerkennungsarbeit – Zur Relevanz der Anerkennungstheorie Axel Honneths für die Kinder- und Jugendarbeit. Vortrag im Forschungskolloquium der Jugendarbeitsforschung und -theorie im LWL-Bildungszentrum Jugendhof Vlotho am 19. Februar 2015[10]
- Evidenzbasierung in der Kinder- und Jugendarbeit – ein Plädoyer für die Praxis-Forschung. Vortrag gehalten auf der Jahrestagung der DGSA in Würzburg am 24. April 2015.[15]